# 彳部
彳部（てきぶ）は、漢字を部首により分類したグループの一つ。
康熙字典214部首では60番目に置かれる（3画の31番目）。

## 概要
彳部には「彳」を筆画の一部として持つ漢字を分類している。
単独の「彳」という文字はもともと存在しなかったが、分類のために作られた。十字路を象る「行」の略体に由来する。
「彳」は意符として道や歩行、脚の動作などに関わる文字に含まれる。
現代の中国の簡体字の部首分類法では、彳部と行部は統合されており、日本の漢和辞典でも一部ではそうしている場合がある。

## 部首の通称
- 日本：ぎょうにんべん
- 中国：双人旁
- 韓国：두인변부（tu in byeon bu、2つの人偏の部）
- 英米：Radical step

## 部首字

大篆
小篆

彳
- 広韻 - 丑亦切、昔韻
- 詩韻 - 陌韻、入声
- 三十六字母 - 徹母
- 日本語 - 音：テキ（漢音）・チャク（呉音）
- 中国語 - ピンイン：chì 注音：ㄔˋ ウェード式：ch'ih 4
- 朝鮮語 - 訓音：걸을（georel、歩く） 척(cheok)

## 例字
- 役・往・征・彼・後・待・律・徐・徒・徑（径）・得・從（従）・御・復・微（微）・徹・德（徳）・徴・徽・彷・徨・徘・徊